# Quotidiania Delirante
Quotidiania delirante és una sèrie d'historietes creada des de 1987 per Miguelanxo Prado.

## Trajectòria editorial
La sèrie es va publicar originalment als setmanaris "El Jueves" i "H Dios O" a partir de l'any 1987, i va ser recopilada posteriorment de forma monogràfica:
- 1988 Quotidiania delirante, I (El Jueves: Pendones del Humor, núm. 40);
- 1990 Quotidiania delirante, II (El Jueves: Pendones del Humor, núm. 66);
- 1990 Quotidiania delirante, III (Norma Editorial: Miguelanxo Prado, núm. 5).[1]

## Premis
L'any 1989 va rebre el Premi a la Millor Obra d'autor espanyol del Saló Internacional del Còmic de Barcelona.

## Adaptacions
L'any 2006 es va estrenar Quotidianía delirant, escrita i dirigida per Eles Alavedra.